# Abû 'l-Aghlâb Ibrahim ibn Allah
Abû 'l-Aghlâb Ibrahim ibn Allah (... – Palermo, 17 gennaio 851) fu emiro di Palermo dall'835 all'851.
Nipote di Ziyadat Allah, emiro aghlabide di Qayrawān, l'11 di settembre dell'835 partì dall'Africa per la Sicilia e dopo una battaglia navale contro i bizantini, si insediò al governo di Palermo.

## La politica
Abû 'l-Aghlâb Ibrahim ibn Allah condusse una politica volta a modernizzare ed abbellire Palermo. Sotto la sua amministrazione la città divenne il punto di arrivo degli schiavi e delle ricchezze provenienti dai territori conquistati. Le fonti arabe lo descrivono come un governante degno di guidare la "guerra santa", condotta in nome di Maometto.
Durante i sedici anni del suo governo, l'espansione araba continuò nella Sicilia orientale. Furono conquistate città come Messina (842-843), Butera nell'845, Ragusa e Modica (848).
Morì a Palermo il 17 gennaio nell'851.